# Le Mystère des douze chaises
Pour plus de détails, voir Fiche technique et Distribution.
Le Mystère des douze chaises (The Twelve Chairs) est un film américain réalisé par Mel Brooks en 1970, adapté du roman d'Ilf et Petrov, Les Douze Chaises. Le film porte un autre titre français : Sois riche et tais-toi.

## Synopsis
Dans l'URSS de 1927, Hippolyte Vorobyaninov, un noble de l'ancien régime est appelé au chevet de sa mère mourante. Elle lui révèle ainsi qu'au prêtre venu lui donner l'extrême onction qu'elle a caché ses bijoux dans une des chaises de son salon avant la Révolution russe. Les deux hommes devenus rivaux vont tenter de retrouver ces chaises.

## Distribution
- Ron Moody (VF : Francis Lax) : Hippolyte Vorobyaninov
- Frank Langella (VF : Pierre Arditi) : Ostap Bender
- Dom DeLuise (VF : Henry Djanik) : Père Fyodor
- Mel Brooks (VF : Jacques Deschamps) : Tikon
- Andréas Voutsinás (VF : Roland Ménard) : Nikolai Sestrin
- Vlada Petric (VF : Gérard Hernandez) : Sevitsky
- David Lander (VF : Michel Bardinet) : L'ingénieur Bruns
- Diana Coupland : Olga Bruns
- Will Stampe (VF : Jean Violette) : Night Watchman
- Bridget Brice (VF : Sophie Réal) : la jeune femme